# Bilal Ag Acherif
Bilal Ag Acherif (en touareg : ⵀⵍⵍ ⴰⴶ ⵛⵔⴼ ; en arabe : بلال أغ الشريف), né en 1977, est le secrétaire général du Mouvement national pour la libération de l'Azawad (MNLA) et président du Conseil transitoire de l'État de l'Azawad (CTEA),.

## Biographie
En 1993, il a quitté le Mali pour la Libye pour étudier les sciences politiques et est revenu plus tard en 2010. 
Le MNLA participe à la rébellion touarègue de 2012 qui voit la défaite de l'armée malienne et la libération de l'Azawad par les groupes armés.
En mai 2012, Bilal Ag Acherif tente de rapprocher son mouvement avec Ansar Dine afin de chasser AQMI de l'Azawad. Le MNLA et Ansar Dine signent un accord le 26 mai et annoncent leur fusion. Les deux mouvements créent le Conseil transitoire de l’État islamique de l'Azawad. Mais 24 heures après sa signature, l'accord est rompu par les cadres du MNLA.
Le 26 juin 2012, Bilal Ag Acherif est blessé à Gao au cours de la première bataille de Gao qui oppose les troupes du MNLA aux djihadistes du MUJAO et d'AQMI. D'après le porte-parole du MNLA, il est alors évacué et soigné au Burkina Faso.
Le 23 novembre 2012, il est reçu à Paris par plusieurs diplomates français. Il demande alors un soutien matériel pour lutter contre les djihadistes,,.
Le 6 juin 2013, des négociations de paix s'ouvrent entre l'État malien et les rebelles du MNLA et du HCUA. Les négociations aboutissent au bout de 11 jours et Bilal Ag Acherif signe l'accord de Ouagadougou le 18 juin.
La trêve est cependant brisée le 17 mai 2014, lorsque des combats éclatent à Kidal. Le 21, l'offensive de l'armée malienne pour reprendre la ville est repoussée par les forces du MNLA, du HCUA et du MAA. Après la victoire des rebelles, Bilal Ag Acherif demande la reprise des négociations. Celles-ci reprennent à Alger le 16 juillet 2014. Le 20 juillet 2015, le MNLA signe l'accord d'Alger,,. 
En 2014, Bilal Ag Acherif prend la tête de la présidence de la Coordination des mouvements de l'Azawad (CMA), jusqu'à ce qu'Alghabass Ag Intalla lui succède le 16 décembre 2016. Il reprend la présidence de la CMA le 26 février 2018.
En mars 2018, Bilal Ag Achérif fait une tournée dans la région de Tombouctou. Le 23 mars, il se rend à Tombouctou pour la première fois depuis 2012. Il est reçu par le gouverneur de la région, Koïna Ag Ahmadou et par le commandant de zone militaire, le colonel Abbas Dembélé, et tient un meeting à l'intérieur de la ville.